# Arbjörn
Arbjörn var verksam som runmästare kring 1030-talet i Uppland. Tre runstenar vet man att han har signerat och dessa finns i Håbo härad: Hanunda, Grynsta och Salefors, troligen har han också ristat en sten vid Näs i Ulleråkers härad. I sin ristningsteknik har Arbjörn påverkats och hämtat inspiration från både Gunnar runmästare och Åsmund Kåresson.

## Signerade ristningar

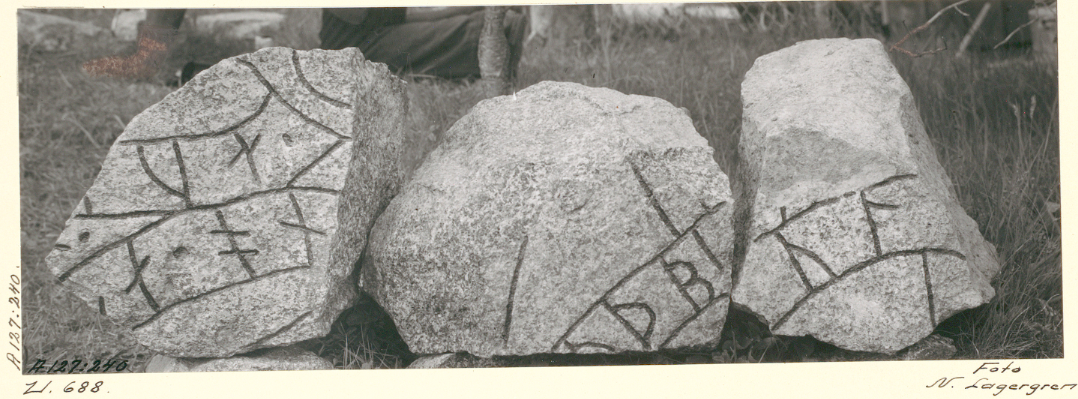
U 688, signerad av Arbjörn.

- U 652
- U 682 †
- U 688

## Attribuerade ristningar

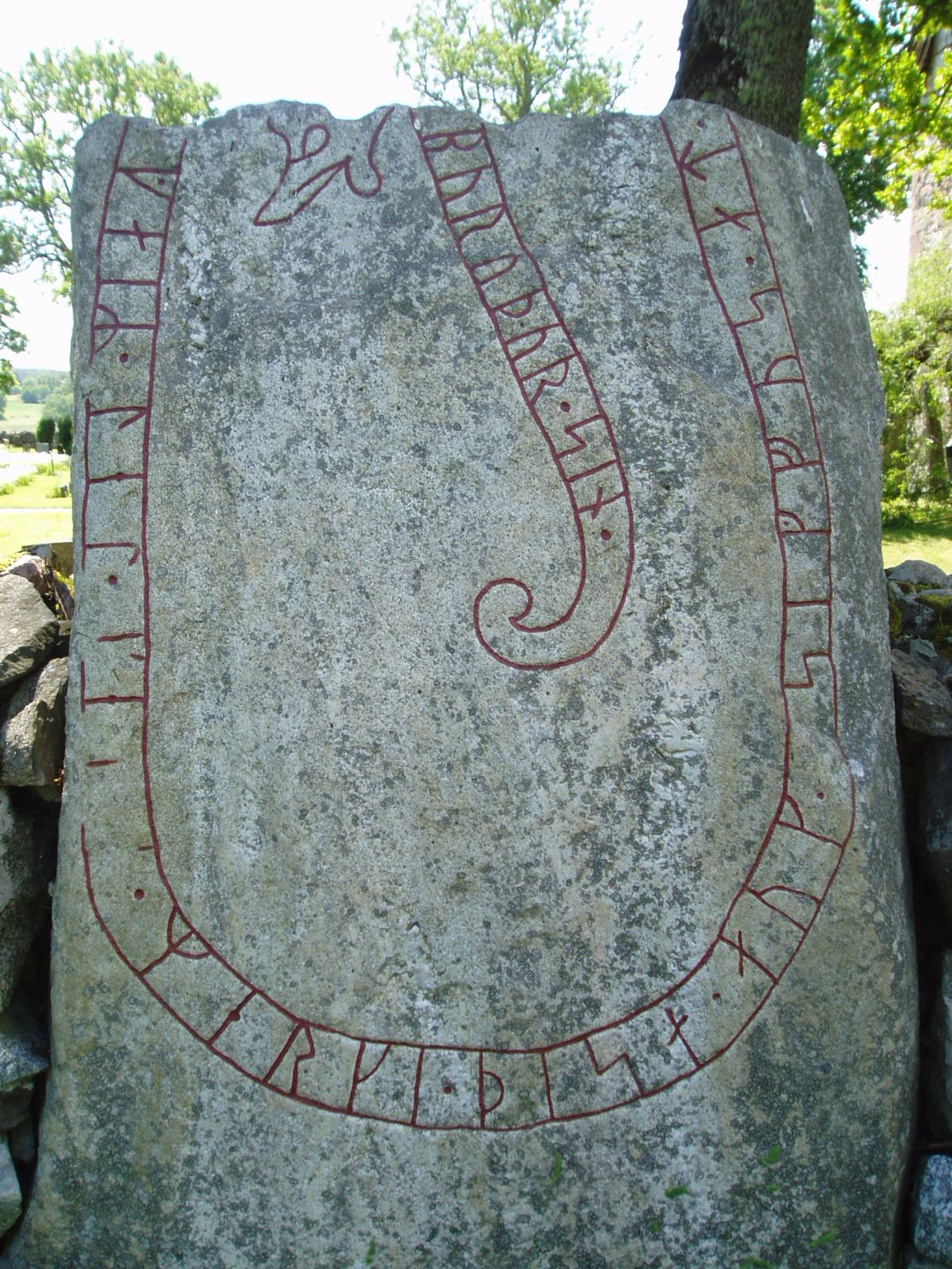
U 655, troligen ristad av Arbjörn.

- U 459
- U 630
- U 646
- U 651
- U 653
- U 655
- U 667
- U 676
- U 689
- U 812
- U 817 †
- U 845
- U 864 †
- U 865
- U 891